# NHL Entry Draft 2000
NHL Entry Draft 2000 był 38. draftem NHL w historii. Odbył się w dniach 24-25 czerwca w Pengrowth Saddledome w Calgary. Rozlosowano 9 rund. Z numerem 1 został wydraftowany Amerykanin Rick DiPietro do New York Islanders.

## Draft 2000

### Runda 1
| #  | Zawodnik               | Narodowość        | Drużyna NHL                              | Klub macierzysty                       |
| -- | ---------------------- | ----------------- | ---------------------------------------- | -------------------------------------- |
| 1  | Rick DiPietro (G)      | Stany Zjednoczone | New York Islanders                       | Boston University (Hockey East)        |
| 2  | Dany Heatley (RW)      | Kanada            | Atlanta Thrashers                        | University of Wisconsin-Madison (WCHA) |
| 3  | Marián Gáborík (LW)    | Słowacja          | Minnesota Wild                           | HC Dukla Trenczyn                      |
| 4  | Rostislav Klesla (D)   | Czechy            | Columbus Blue Jackets                    | Brampton Battalion (OHL)               |
| 5  | Raffi Torres (LW)      | Kanada            | New York Islanders (z Tampy Bay)         | Brampton Battalion (OHL)               |
| 6  | Scott Hartnell (RW)    | Kanada            | Nashville Predators                      | Prince Albert Raiders (WHL)            |
| 7  | Lars Jonsson (D)       | Szwecja           | Boston Bruins                            | Leksands IF                            |
| 8  | Nikita Aleksiejew (RW) | Rosja             | Tampa Bay Lightning (z New York Rangers) | Erie Otters (OHL)                      |
| 9  | Brent Krahn (G)        | Kanada            | Calgary Flames                           | Calgary Hitmen (WHL)                   |
| 10 | Michaił Jakubow (C)    | Rosja             | Chicago Blackhawks                       | Łada Togliatti                         |
| 11 | Pawieł Worobjow (RW)   | Rosja             | Chicago Blackhawks (z Vancouver)         | Łokomotiw Jarosław                     |
| 12 | Aleksiej Smirnow (LW)  | Rosja             | Mighty Ducks of Anaheim                  | Dinamo Moskwa                          |
| 13 | Ron Hainsey (D)        | Stany Zjednoczone | Montreal Canadiens                       | University of Massachusetts Lowell     |
| 14 | Václav Nedorost (C)    | Czechy            | Colorado Avalanche (z Caroliny)          | HC Czeskie Budziejowice                |
| 15 | Artiom Kriukow (F)     | Rosja             | Buffalo Sabres                           | Łokomotiw Jarosław                     |
| 16 | Marcel Hossa (C)       | Słowacja          | Montreal Canadiens (z San Jose)          | Portland Winter Hawks (WHL)            |
| 17 | Aleksiej Michnow (F)   | Rosja             | Edmonton Oilers                          | Łokomotiw Jarosław                     |
| 18 | Brooks Orpik (D)       | Stany Zjednoczone | Pittsburgh Penguins                      | Boston College (Hockey East)           |
| 19 | Krystofer Kolanos (C)  | Kanada            | Phoenix Coyotes                          | Boston College (Hockey East)           |
| 20 | Aleksandr Frołow (LW)  | Rosja             | Los Angeles Kings                        | Łokomotiw Jarosław                     |
| 21 | Anton Wołczenkow (D)   | Rosja             | Ottawa Senators                          | CSKA Moskwa                            |
| 22 | David Hale (D)         | Stany Zjednoczone | New Jersey Devils (z Colorado)           | Sioux City Musketeers (USHL)           |
| 23 | Nathan Smith (C)       | Kanada            | Vancouver Canucks (z Floridy)            | Swift Current Broncos (WHL)            |
| 24 | Brad Boyes (C)         | Kanada            | Toronto Maple Leafs                      | Erie Otters (OHL)                      |
| 25 | Steve Ott (C)          | Kanada            | Dallas Stars                             | Windsor Spitfires (OHL)                |
| 26 | Brian Sutherby (C)     | Kanada            | Washington Capitals                      | Moose Jaw Warriors (WHL)               |
| 27 | Martin Samuelsson (D)  | Szwecja           | Boston Bruins (z New Jersey)             | MODO Hockey                            |
| 28 | Justin Williams (RW)   | Kanada            | Philadelphia Flyers                      | Plymouth Whalers (OHL)                 |
| 29 | Niklas Kronwall (D)    | Szwecja           | Detroit Red Wings                        | Djurgårdens IF                         |
| 30 | Jeff Taffe (C)         | Stany Zjednoczone | St. Louis Blues                          | University of Minnesota (WCHA)         |

### Runda 2
| #  | Zawodnik              | Narodowość        | Drużyna NHL                                                    | Klub macierzysty                |
| -- | --------------------- | ----------------- | -------------------------------------------------------------- | ------------------------------- |
| 31 | Ilja Nikulin (D)      | Rosja             | Atlanta Thrashers                                              | THK Twer                        |
| 32 | Tomáš Kůrka (LW)      | Czechy            | Carolina Hurricanes (z Columbus przez Colorado)                | Plymouth Whalers (OHL)          |
| 34 | Rusłan Zajnullin (RW) | Rosja             | Tampa Bay Lightning                                            | Ak Bars Kazań                   |
| 37 | Andy Hilbert (C)      | Stany Zjednoczone | Boston Bruins                                                  | University of Michigan (CCHA)   |
| 38 | Tomáš Kopecký (C)     | Słowacja          | Detroit Red Wings                                              | HC Dukla Trenczyn               |
| 39 | Teemu Laine (RW)      | Finlandia         | New Jersey Devils (z NY Islanders przez Vancouver; wyrównanie) | Jokerit                         |
| 44 | Ilja Bryzgałow (G)    | Rosja             | Anaheim Mighty Ducks (z Montrealu)                             | Łada Togliatti                  |
| 50 | Siergiej Soin (C)     | Rosja             | Colorado Avalanche (wyrównawczo)                               | Krylja Sowietow Moskwa          |
| 54 | Andreas Lilja (D)     | Szwecja           | Los Angeles Kings                                              | Malmö Redhawks                  |
| 55 | Antoine Vermette (C)  | Kanada            | Ottawa Senators                                                | Victoriaville Tigres (QMJHL)    |
| 62 | Paul Martin (D)       | Stany Zjednoczone | New Jersey Devils                                              | Elk River High School (USHS-MN) |
| 64 | Filip Novák (D)       | Czechy            | New York Rangers (z Detroit)                                   | Regina Pats (WHL)               |

### Runda 3
| #  | Zawodnik                    | Narodowość | Drużyna NHL                                   | Klub macierzysty             |
| -- | --------------------------- | ---------- | --------------------------------------------- | ---------------------------- |
| 67 | Max Birbraer (LW)           | Izrael     | New Jersey Devils (z Atlanty przez Vancouver) | Newmarket Hurricanes (OPJHL) |
| 70 | Mikael Tellqvist (G)        | Szwecja    | Toronto Maple Leafs                           | Djurgårdens IF               |
| 73 | Siergiej Zinowjew (RW)      | Rosja      | Boston Bruins                                 | Mietałłurg Nowokuźnieck      |
| 74 | Igor Radułow (RW)           | Rosja      | Nashville Predators                           | Torpedo Jarosław             |
| 81 | Aleksandr Charitonow (RW)   | Rosja      | Tampa Bay Lightning (z Buffalo)               | Dinamo Moskwa                |
| 91 | Aleksiej Tierieszczenko (C) | Rosja      | Dallas Stars                                  | Dinamo Moskwa                |

### Runda 4
| #   | Zawodnik                 | Narodowość | Drużyna NHL       | Klub macierzysty    |
| --- | ------------------------ | ---------- | ----------------- | ------------------- |
| 102 | Stefan Liv (G)           | Szwecja    | Detroit Red Wings | HV71                |
| 118 | Ľubomír Višňovský (D)    | Słowacja   | Los Angeles Kings | Slovan Bratysława   |
| 123 | Wadim Chomicki (D)       | Rosja      | Dallas Stars      | CSKA Moskwa         |
| 128 | Aleksandr Siełujanow (D) | Rosja      | Detroit Red Wings | Saławat Jułajew Ufa |

### Runda 5
| #   | Zawodnik             | Narodowość        | Drużyna NHL                     | Klub macierzysty              |
| --- | -------------------- | ----------------- | ------------------------------- | ----------------------------- |
| 131 | Matt Hendricks (F)   | Stany Zjednoczone | Nashville Predators (z Atlanty) | Blaine High School (USHS-MN)  |
| 132 | Maksim Suszynski (F) | Rosja             | Minnesota Wild                  | Awangard Omsk                 |
| 134 | Peter Podhradský (D) | Rosja             | Anaheim Ducks                   | Slovan Bratysława             |
| 135 | Mike Jefferson (C)   | Kanada            | New Jersey Devils (wyrównawczo) | Barrie Colts (OHL)            |
| 136 | Dmitrij Upper (C)    | Kazachstan        | New York Islanders              | Torpedo Niżny Nowogród        |
| 142 | Michal Pinc (C/LW)   | Czechy            | San Jose Sharks                 | Rouyn-Noranda Huskies (QMJHL) |
| 149 | Dienis Dienisow (D)  | Rosja             | Buffalo Sabres                  | CSKA Moskwa                   |
| 162 | Artiom Czernow (C)   | Rosja             | Dallas Stars                    | Mietałłurg Nowokuźnieck       |
| 163 | Iwan Niepriajew (W)  | Rosja             | Washington Capitals             | Łokomotiw Jarosław            |
| 165 | Nathan Marsters (G)  | Kanada            | Los Angeles Kings               | Chilliwack Chiefs (BCHL)      |

### Runda 6
| #   | Zawodnik            | Narodowość | Drużyna NHL         | Klub macierzysty   |
| --- | ------------------- | ---------- | ------------------- | ------------------ |
| 171 | Roman Čechmánek (G) | Czechy     | Philadelphia Flyers | HC Vsetín          |
| 176 | Jukka Hentunen (RW) | Finlandia  | Calgary Flames      | HPK                |
| 194 | Deryk Engelland (D) | Kanada     | New Jersey Devils   | Moose Jaw Warriors |
| 197 | Zbyněk Irgl (LW)    | Czechy     | Nashville Predators | HC Vítkovice       |

### Runda 7
| #   | Zawodnik               | Narodowość | Drużyna NHL                                      | Klub macierzysty        |
| --- | ---------------------- | ---------- | ------------------------------------------------ | ----------------------- |
| 201 | Jewgienij Fiodorow (C) | Rosja      | Los Angeles Kings (z Tampa Bay przez Washington) | Mołot-Prikamje Perm     |
| 205 | Henrik Lundqvist (G)   | Szwecja    | New York Rangers                                 | Frölunda HC             |
| 208 | Brandon Reid (C)       | Kanada     | Vancouver Canucks                                | Halifax Mooseheads      |
| 214 | Peter Bartoš (LW)      | Słowacja   | Minnesota Wild (z San Jose)                      | HC Czeskie Budziejowice |
| 215 | Matthew Lombardi (C)   | Kanada     | Edmonton Oilers                                  | Victoriaville Tigres    |
| 222 | Marek Priechodský (D)  | Słowacja   | Tampa Bay Lightning                              | Slovan Bratysława       |
| 224 | Antti Miettinen (RW)   | Finlandia  | Dallas Stars                                     | HPK                     |

### Runda 8
| #   | Zawodnik          | Narodowość | Drużyna NHL        | Klub macierzysty        |
| --- | ----------------- | ---------- | ------------------ | ----------------------- |
| 234 | Jānis Sprukts (C) | Łotwa      | Florida Panthers   | Lukko U20               |
| 237 | Zdeněk Kutlák (D) | Czechy     | Boston Bruins      | HC Czeskie Budziejowice |
| 243 | Joni Puurula (G)  | Finlandia  | Montreal Canadiens | Hermes                  |

### Runda 9
| #   | Zawodnik           | Narodowość | Drużyna NHL         | Klub macierzysty  |
| --- | ------------------ | ---------- | ------------------- | ----------------- |
| 269 | Martin Richter (D) | Czechy     | New York Rangers    | SaiPa             |
| 273 | Roman Šimíček (C)  | Czechy     | Pittsburgh Penguins | HC Vítkovice      |
| 281 | Peter Fabuš (C)    | Słowacja   | Phoenix Coyotes     | HC Dukla Trenczyn |